# Апеляція (фільм)
«Апеляція» (рос. «Апелляция») — радянський драматичний фільм режисера Валерія Гур'янова, знятий на кіностудії «Ленфільм» у 1987 році.

## Сюжет
Районним комітетом КПРС знятий з посади і виключений з партії колгоспний агроном. Не погодившись з цим рішенням, агроном подає апеляцію у вищу партійну інстанцію. Секретар обласного комітету приїжджає в колгосп, щоб розібратися в цій складній справі.

## У ролях
- В'ячеслав Тихонов —  Дмитро Васильович Плотніков
- Володимир Конкін —  Борис Сергійович Холмовой
- Всеволод Санаєв —  Іван Степанович Миронов
- Юрій Смирнов —  Віктор Федорович Ларіщев, редактор
- Всеволод Шиловський —  Андрій Андрійович Пастухов
- Вадим Лобанов —  Григорій Опанасович Гурін
- Ігор Єфімов —  Леонід Володимирович Балабанов
- Валерій Золотухін —  Микола Вікторович Рибченко
- Віктор Іллічов —  Семен Іванович Поспєлов
- Любов Віролайнен —  Лариса Андріївна, секретар парткомісії
- Марина Трошина —  Вікторія Михайлівна Артьом'єва
- Володимир Карташов —  Микита Ярцев
- Олександр Пятков — колгоспник
- Михайло Брилкін —  старий робітник
- Анатолій Рудаков —  Микола Іванович, воєнком
- Петро Юрченков —  архітектор

## Знімальна група
- Автор сценарію: Едуард Володарський
- Режисер: Валерій Гур'янов
- Оператор: Вадим Грамматиков
- Художник: Лариса Шилова
- Композитор: Діна Сморгонська